# 사탄의 인형 2
《사탄의 인형 2》(영어: Child's Play 2)는 1990년 공개된 미국의 초자연 슬래셔 영화이다. 《사탄의 인형》(1988)의 속편이다. 앨릭스 빈센트와 브래드 도리프가 전편과 동일한 역을 연기하였으며, 그 외에 크리스틴 엘리스, 제니 애거터 등이 출연하였다.
평단으로부터 대체로 부정 평가를 받았다.
속편 《사탄의 인형 3》(1991)으로 이어진다.

## 줄거리
전편으로부터 2년 후. 플레이 팰스 코퍼레이션은 주주들의 원성을 잠재우기 위해 처키에게 아무 문제가 없다는 것을 증명할 목적에서 처키 잔해를 수거해 재조립한다. 그러나 공정 도중 갑작스런 전류 급증 사고로 직원 하나가 감전돼 죽어버리고, 사장 설리번은 조수에게 사고를 덮고 처키는 폐기하라고 지시한다.
한편 캐런은 아들 앤디가 처키에 관해 주장하는 이야기에 동조한다는 이유로 정신 병원에 수용되고, 앤디는 위탁 가정에 맡겨진다. 앤디는 그 집에서 또 다른 위탁 청소년 카일을 만나고, 이전 위탁 아동이 갖고 놀던 굿 가이 돌 토미를 발견하고 놀란다.
처키는 자신을 차에 싣고 운전하던 사장 조수가 잠시 차를 떠난 사이에 자동차 전화기로 앤디가 지냈던 위탁 아동 센터에 전화를 걸어 앤디의 현 소재지를 확인한다. 이어 처키는 돌아온 조수를 협박해 위탁 가정을 향해 운전을 하게 만든 뒤 조수의 머리에 비닐을 씌워 질식사 시킨다.
위탁 가정에 몰래 숨어들어간 처키는 토미를 위탁 가정 엄마 조앤이 아끼던 가보로 때려 망가뜨리고 흙에 파묻은 뒤 자신이 토미인 척 하기 시작한다. 가보가 망가진 걸 본 위탁 가정 아빠 필은 앤디와 카일에게 누군가 이실직고하기 전까지는 외출 금지라고 통보한다.
그날 밤 처키는 앤디를 묶어놓고 주문을 외우다가 카일의 등장으로 실패한다. 모두 처키 탓이라는 앤디의 주장은 아무도 믿어주지 않는다. 필은 처키를 지하실에 던져버리고 문을 닫으며 문젯거리가 해결됐으니 만족했냐고 묻는다. 인간화가 진행되고 있는 처키는 코피를 흘리며 초조해한다.
다음 날 처키는 몰래 앤디의 학교 버스에 올라타고, 교실이 빈 틈을 타 앤디의 숙제에 교사를 도발하는 욕을 낙서해 앤디가 방과 후에 남겨지는 벌을 받게 만든다. 하지만 앤디는 몰래 빠져나와 집으로 돌아온다. 앤디는 처키가 학교까지 따라왔다고 이르지만, 교사를 에어펌프와 자로 살해하고 다시 감쪽같이 지하실로 돌아온 처키는 평범한 인형 행세를 한다.
필과 조앤은 앤디를 센터로 돌려보내는 문제로 입씨름하고, 이를 듣게 된 앤디는 그날 밤 몰래 지하실에 들어가 전기 칼로 처키를 죽이려 한다. 그러나 처키에게 역으로 당해 앤디와 처키가 엎치락뒤치락하는 사이 필이 소음을 확인하려고 내려온다. 필은 처키 때문에 지하실 계단에 발이 낀 채 거꾸로 매달려있다가 떨어져서 목이 꺾여 죽는다. 조앤은 필의 말을 듣지 않아서 일이 이렇게 됐다며 앤디를 센터로 돌려보낸다.
카일은 처키를 쓰레기통에 버린 뒤 홀로 그네를 타며 발구르기를 하다가 흙 속에 파묻혀있던 진짜 토미를 발견한다. 쓰레기통 뚜껑을 열어본 카일은 가짜 토미인 처키가 없어진 걸 확인한다. 앤디의 말이 모두 사실이었음을 깨달은 카일은 단검을 무기로 챙겨 조앤이 있는 2층 침실로 향하지만 조앤이 이미 목이 베여 죽임을 당한 상태라는 것만 확인한다. 침대에 숨어있던 처키는 뒤에서 카일을 덮친 뒤 센터로 운전하라고 위협한다.
카일은 거친 운전으로 반격해보지만 차에서 튕겨나간 처키는 그대로 센터로 들어간다. 처키는 화재경보음을 내서 건물 내 사람들을 내보낸 뒤 카일의 목 뒤에 칼을 댄 채로 대기하고 있다가 센터장을 찔러 죽인다. 소방차까지 출동한 소동 속에서 처키는 이제 앤디에게 달라붙어 칼로 위협하면서 신문 배급 트럭에 올라타라고 지시한다. 그 뒤를 카일이 경적을 울리며 쫓는다.
플레이 팰스 장난감 공장 안에서 처키는 드디어 그 누구의 방해도 받지 않고 앤디를 상대로 부두 의식을 마친다. 하지만 이미 처키는 영혼이 인형의 몸에 완전히 붙박여 있는 상태라 앤디에게로 옮겨지지 않는다. 화가 난 처키는 앤디와 카일을 다 죽이려고 한다. 카일은 철문을 내려 처키의 손목을 절단내고, 앤디와 컨베이어 벨트를 통해 도망한다. 처키는 잘린 손목에 칼을 부착한다. 한편 생산 흐름이 끊긴 걸 발견한 공장 기술자는 정비를 하려고 내려왔다가 처키에 의해 인형 눈알 박는 장치에 붙들려 죽는다.
카일과 앤디는 처키를 조립 라인에 고정시킨 뒤 몸에 무수한 팔다리를 달고, 언뜻 처키를 처치하는 데 성공한 것처럼 보인다. 그러나 처키는 몰래 다리를 잘라내고 빠져나온 상태였고, 앤디에게 칼을 휘두른다. 그러나 칼이 라디에이터에 박히는 바람에 실패하고, 앤디는 처키에게 뜨거운 액화 플라스틱을 붓는다.
피부가 다 녹아내린 처키는 다시 카일을 공격한다. 카일은 처키의 입에 고압 공기 호스를 물리고 처키의 머리를 터뜨려 마침내 처키를 처치한다. 앤디와 카일은 이제 어디로 가야 할지도 모르는 채로 함께 공장을 나서 걸어나간다.

## 출연
- 앨릭스 빈센트 - 앤디 바클리 역
- 브래드 도리프 - 처키 역 (목소리)
- 크리스틴 엘리스 - 카일 역
- 제니 애거터 - 조앤 심프슨 역
- 게릿 그레이엄 - 필 심프슨 역
- 그레이스 저브리스키 - 그레이스 풀 역
- 피터 해스컬 - 해스컬 설리번 역
- 베스 그랜트 - 리앤 케틀웰 역
- 그레그 거먼 - 맷슨 역

## 기타 제작진
- 공동 제작: 로라 모스커위츠
- 미술: 이보 크리스탄테
- 의상: 패멀라 스카이스트
- 특수 효과: 케빈 얘거, 데이비드 커슈너